# Рамбюр, Рене де
Маркиз Рене де Рамбюр (фр. René de Rambures; ок. 1626 — март 1656) — французский генерал.

## Биография
Третий сын Шарля де Рамбюра и Рене де Буленвилье.
Капитан полка Рамбюра (1638), служил в том году при осаде Сент-Омера, в 1639-м участвовал в бою под Тьонвилем, в 1640-м в осаде Арраса, в 1641-м Эра, Ла-Басе и Бапома в 1642-м в битве при Онкуре. Его брат Жан V де Рамбюр, кампмейстер полка Рамбюра, погиб в этом сражении и Рене 14 июня 1642 получил его должность.
Командовал полком в битве при Рокруа, осадах Тьонвиля и Сирка в 1643 году, взятии крепостей Байет, Ла-Капель и Фолькьен, и при осаде Гравелина (1644), взятии Касселя, Бетюна и Сен-Венана (1645), взятии Куртре, Берга, затем в Голландской армии при осаде Антверпена (1646), осаде Ипра и битве при Лансе (1648), осаде Камбре и взятии Конде (1649), во Фландрской армии (1650—1651).
Кампмаршал (16.09.1651), участвовал в этом качестве в бою в Сент-Антуанском предместье (1652), осаде Сен-Мену (1653), осаде Стене и битве под Аррасом (1654), осадах Ландреси, Конде и Сен-Гилена (1655).